# 자금관리서비스
자금관리서비스는 기업의 자사의 계정상황을 수시로 파악할 수 있도록 해주는 서비스이다. 은행계좌의 잔고와 불입금에 대한 정보처리에서부터 주식의 매매에 대한 정보까지 처리하는 업무 형태를 말한다. 최근에는 온라인 뱅킹으로 과거와 같이 전용단말 등이 없어도 가능해졌으면, CMS코드라는 것을 통해 입금된 것이 어떤 적요인지를 손쉽게 파악할 수 있도록 도와준다. 보험사와 같이 소매금융이 빈번한 회사에서 흔히 사용된다.